# 鞠躬
鞠躬是一種禮儀，指以彎腰以表示尊敬的行為，在中国大陆、香港、台灣、日本、朝鮮半島、越南等受儒家文化影響較大的地區最為流行。
在學校內鞠躬是一種常見的敬礼方式，在課堂前後都會進行，而且是邊鞠躬邊說「老師好」。課堂前鞠躬是向老師打招呼，而課堂後是表示感謝老師的教導及道別。鞠躬在東亞傳統比較普遍，當見面、道別、感謝、致意、道歉、致哀時進行。